# Maciej Szpunar
Maciej Aleksander Szpunar (nascut l'any 1971 a Cracòvia, Polònia) és un advocat i professor ajudant en ciències jurídiques a la Universitat de Silèsia a Katowice. Des del 2008 al 2009 va ser sotssecretari d'estat a l'oficina Comitè d'integració Europea, del 2010 al 2013 va ser sotssecretari d'estat al ministeri d'afers exteriors i d'ençà el 2013 advocat general al Tribunal de Justícia de la Unió Europea TJUE. Graduat de la Facultat de Dret i Administració de la Universitat de Silèsia, va fer estudis de postgrau al College of Europe de Bruges. El 2013, va ser guardonat amb la Creu d'Oficial de l'Orde de Polonia Restituta.